# بروس تريغر
بروس غراهام تريغر (بالإنجليزية: Bruce Graham Trigger) (18 يونيو 1937 – 1 ديسمبر 2006) كان عالم آثار وأنثروبولوجيا ومؤرخًا عرقيًا كنديًا بارزًا. شغل منصب أستاذ "جيمس مكغيل" في جامعة مكغيل منذ عام 2001 حتى وفاته، وكان يُعد أحد أكثر الأكاديميين تأثيرًا في الدراسات الأثرية والتاريخية في كندا.

## التعليم والمسيرة الأكاديمية
وُلد تريغر في أوتاوا، ودرس في جامعة تورنتو حيث حصل على درجة البكالوريوس، ثم نال درجة الدكتوراه في علم الآثار من جامعة ييل عام 1964. بدأ مسيرته الأكاديمية كمحاضر، ثم انتقل إلى جامعة مكغيل في مونتريال، حيث واصل التدريس والبحث حتى وفاته.

## الإسهامات العلمية
ركز تريغر أبحاثه على علم الآثار المقارن والتاريخ العرقي، وخصوصًا في حضارات الأمريكتين وأفريقيا. من أشهر أعماله كتابه A History of Archaeological Thought الذي أصبح مرجعًا أكاديميًا في دراسة تطور الفكر الأثري.
كما قدم مساهمات رائدة في فهم العلاقات بين المستعمرين الأوروبيين والسكان الأصليين في كندا، مستندًا إلى دراسات منهجية وتحليل نقدي للسجلات التاريخية واللغوية والأنثروبولوجية.

## الجوائز والتكريم
حصل تريغر على عدة أوسمة خلال مسيرته، من بينها:
- وسام كندا (Officer of the Order of Canada) عام 2001.[3]
- وسام كيبيك الوطني (Ordre national du Québec).
- زمالة الجمعية الملكية الكندية (FRSC).

## وفاته
توفي بروس تريغر في 1 ديسمبر 2006 في مونتريال بعد صراع مع المرض. وقد رثته الأوساط الأكاديمية في كندا والعالم بوصفه واحدًا من عظماء الفكر في علم الآثار الحديث.